# Matt Hodgson
Matt Hodgson (ur. 25 czerwca 1981 w Sydney) – australijski rugbysta grający w trzeciej linii młyna, reprezentant kraju zarówno w wersji piętnasto-, jak i siedmioosobowej, triumfator Pucharu Trzech Narodów w sezonie 2011 oraz zdobywca brązowego medalu podczas Pucharu Świata w Rugby 2011.

## Kariera klubowa
Dorastał w Avoca Beach, a karierę sportową rozpoczął w lokalnym klubie Avoca Beach RC. Dla juniorskiego zespołu rozegrał pięćdziesiąt spotkań, zaś dla seniorskiego dwanaście, po czym przeniósł się do Sydney, by grać dla Eastwood. Prócz przeplatanych kontuzjami sukcesów z Eastwood, w tym triumfu w Shute Shield, wybierany był też do zespołów U-19 i U-21 NSW Country. Przez rok grał także dla Manly RUFC, a w stanowych barwach rozegrał w tym czasie cztery towarzyskie spotkania.
Z uwagi, iż drogę do składu Waratahs blokował mu Phil Waugh, przeniósł się do nowo utworzonego zespołu Western Force. W jego barwach zadebiutował w otwierającym sezon 2006 meczu, stał się następnie stałym punktem zespołu i podpisywał kolejne kontrakty z ważnością ostatniego upływającego w 2016 roku. Pięćdziesiąty mecz w jego barwach zaliczył w sezonie 2010, zaś setny cztery lata później. Trzykrotnie, w latach 2009, 2010 i 2014 był wybierany najlepszym zawodnikiem drużyny, otrzymał Force Man Award dla gracza utożsamiającego ducha zespołu zarówno na boisku, jak i poza nim, oraz wyróżnienie przyznawane przez fanów.
Na poziomie klubowym w tym czasie związany był z Palmyra RFC, a następnie z Wanneroo RUFC. W 2007 roku w jedynym rozegranym sezonie rozgrywek Australian Rugby Championship został przydzielony do drużyny Melbourne Rebels, jednak nie zagrał w żadnym meczu z powodu serii kontuzji, a w inauguracyjnej edycji National Rugby Championship został przydzielony do zespołu Perth Spirit, z uwagi na obowiązki w kadrze w zawodach tych zagrał jednak w jednym spotkaniu.

## Kariera reprezentacyjna
Z kadrą U-21 wziął w 2002 roku udział w mistrzostwach świata zdobywając srebrny medal.
Do reprezentacji rugby siedmioosobowego został powołany po raz pierwszy w roku 2001. Kontuzje w kolejnych latach nie pozwalały mu na grę w jej barwach, powrócił jednak do składu na Hong Kong Sevens 2004 i Singapore Sevens 2004 wchodzące w skład IRB Sevens World Series sezonu 2003/2004. W kolejnym sezonie natomiast, także jako kapitan, wystąpił we wszystkich turniejach oraz w Pucharze Świata. Po trzyletniej przerwie ponownie znalazł się w składzie na zawody sezonu 2007/2008 w Londynie i Edynburgu.
W roku 2005 oraz podczas Pucharu Narodów Pacyfiku 2008 był członkiem kadry A. W 2009 roku otrzymał pierwsze powołanie do pierwszej reprezentacji i w złoto-zielonej koszulce pojawił się w towarzyskim spotkaniu z Barbarians. Kontuzja ramienia odniesiona w tym meczu wyeliminowała go z gry w tej części sezonu, jednak podczas listopadowego tournée do Europy wystąpił przeciwko Gloucester i Cardiff Blues.
Dobry sezon 2010 spowodował jego kolejne powołanie i ostatecznie debiut dla Wallabies w testmeczu z Fidżyjczykami. Do końca sezonu zagrał jeszcze w czterech testmeczach będąc zmiennikiem Davida Pococka, a w dwóch meczach z brytyjskimi klubami był uznawany najlepszym australijskim graczem. Sezon 2011 zaczął występem przeciwko Samoańczykom, a następnie zagrał w końcówce jednego ze spotkań Pucharu Trzech Narodów – turnieju zakończonego pierwszym od dekady triumfem Australijczyków. Początkowo nie znalazł się w trzydziestce Robbie'ego Deansa na Puchar Świata w Rugby 2011. Dołączył jednak do składu po kontuzji Wycliffa Palu, choć nie wystąpił w żadnym z meczów nowozelandzkiego turnieju.
Przez kolejne trzy lata był pomijany przy powołaniach do australijskiej kadry, dzięki najlepszemu w karierze sezonowi ligowemu powrócił do niej we wrześniu 2014 roku. Zaliczył pięć występów w testmeczach, a podczas kończącej ten sezon reprezentacyjny wyprawy do Europy przywdział opaskę kapitana w spotkaniu z Barbarians.
Grał także dla Australian Barbarians w latach 2010 i 2011.

## Varia
- Żonaty z Jodi, syn Hunter[62]
- Przygotowując się do życia po karierze sportowej ukończył studia, prowadził własną siłownię oraz pracował w Fortescue Metal Group[63].